# David Camilleri
David Camilleri (* 21. August 1974 in Ħamrun) ist ein ehemaliger maltesischer Fußballspieler.
Der Mittelfeldspieler begann seine Karriere im Jahr 1991 bei den Ħamrun Spartans. Er blieb dem Klub bis zum Abstieg 1999 treu. Anschließend heuerte er bei den Sliema Wanderers an, wo er die Meisterschaft 2003 gewinnen konnte. Danach verpflichtete ihn der FC Marsaxlokk, Anfang 2005 schloss er sich Hibernians Paola an. Mitte 2006 nahm ihn der FC Valletta unter Vertrag. Dort konnte er im Jahr 2008 seine zweite Meisterschaft erringen. Anfang 2009 wechselte er zu den Tarxien Rainbows, ehe er Mitte 2010 zu den Spartans zurückkehrte. Im Jahr 2013 wechselte er nach dem Abstieg in die dritte maltesische Liga. Im Jahr 2015 beendete er beim FC St. George’s seine Laufbahn.
Von 1996 bis 2001 spielte Camilleri 35 mal für die maltesische Fußballnationalmannschaft.